# ارتش مودلین
سپاه مودلین (لهستانی: Armia Modlin) یکی از سپاه‌های ارتش لهستان در هنگام تهاجم آلمان به این کشور در سال ۱۹۳۹ بود. این سپاه پس از تلفات سنگینی که در نبرد مواوا طی روزهای ۱ تا ۳ سپتامبر متحمل گشت مجبور شد تا موقعیت خود در شمال شهر ورشو را در روز ۱۰ سپتامبر رها کند و بالاخره پس از شرکت در  نبرد توماشوف مازوویتسکی (۲۱ تا ۲۶ سپتامبر) مجبور به تسلیم گشت.

## وظایف
سپاه مودلین در ۲۳ مارس ۱۹۳۹ با هدف دفاع از پایتخت لهستان (شهر ورشو ) و شهر پوتسک از سمت شمال ایجاد گشت. نام این سپاه از دژ مودلین گرفته شده بود که سرفرماندهی‌اش در آنجا قرار داشت. یگان‌های این سپاه در طول خط دفاعی در مرز با پروس خاوری در نزدیک مواوا مستقر گشته بودند و قرار بود در صورت عقب‌نشینی پشت رودهای نارف و ویستولا موضع بگیرند.

## تاریخچه عملیاتی

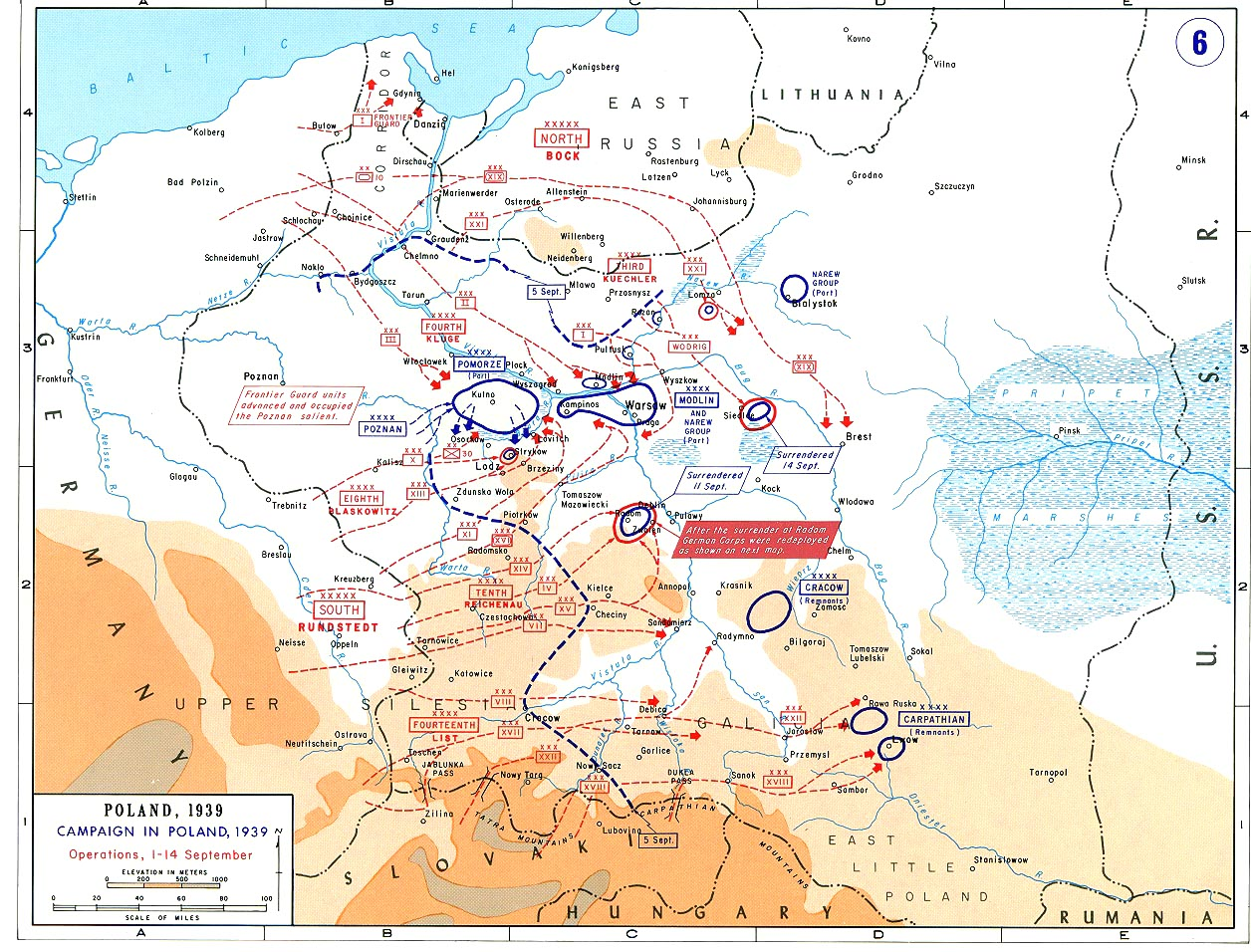
مرتبط

در هنگام آغاز تهاجم نیروهای آلمانی قسمت عمده‌ای از استحکامات پیش‌بینی شده هنوز مهیا نبودند و حتی بعضی واحدها تنها یک روز پیشتر در موقعیت خویش مستقر گشته بودند. در طول نبرد مرزی و به خصوص نبرد مواوا سپاه مودلین توسط  ارتش سوم آلمان تا رودهای نارف و باگ پس زده شد که در آنجا با نیروهای کمکی تقویت گشت اما این کمک‌ها نیز نتوانستند کاری از پیش ببرند و در روز ۱۰ سپتامبر سپاه مودلین موقعیت خویش در نزدیکی ورشو را ترک نمود. بعضی از یگان‌ها به سپاه ورشو پیوستند و در دفاع نهایی از پایتخت شرکت داشتند، بعضی دیگر نیز به سمت جنوب شرق و سرپل رومانی عقب نشستند که پس از نبرد توماشوف لوبلسکی مجبور به تسلیم گشتند.